# Villa Longo de Bellis

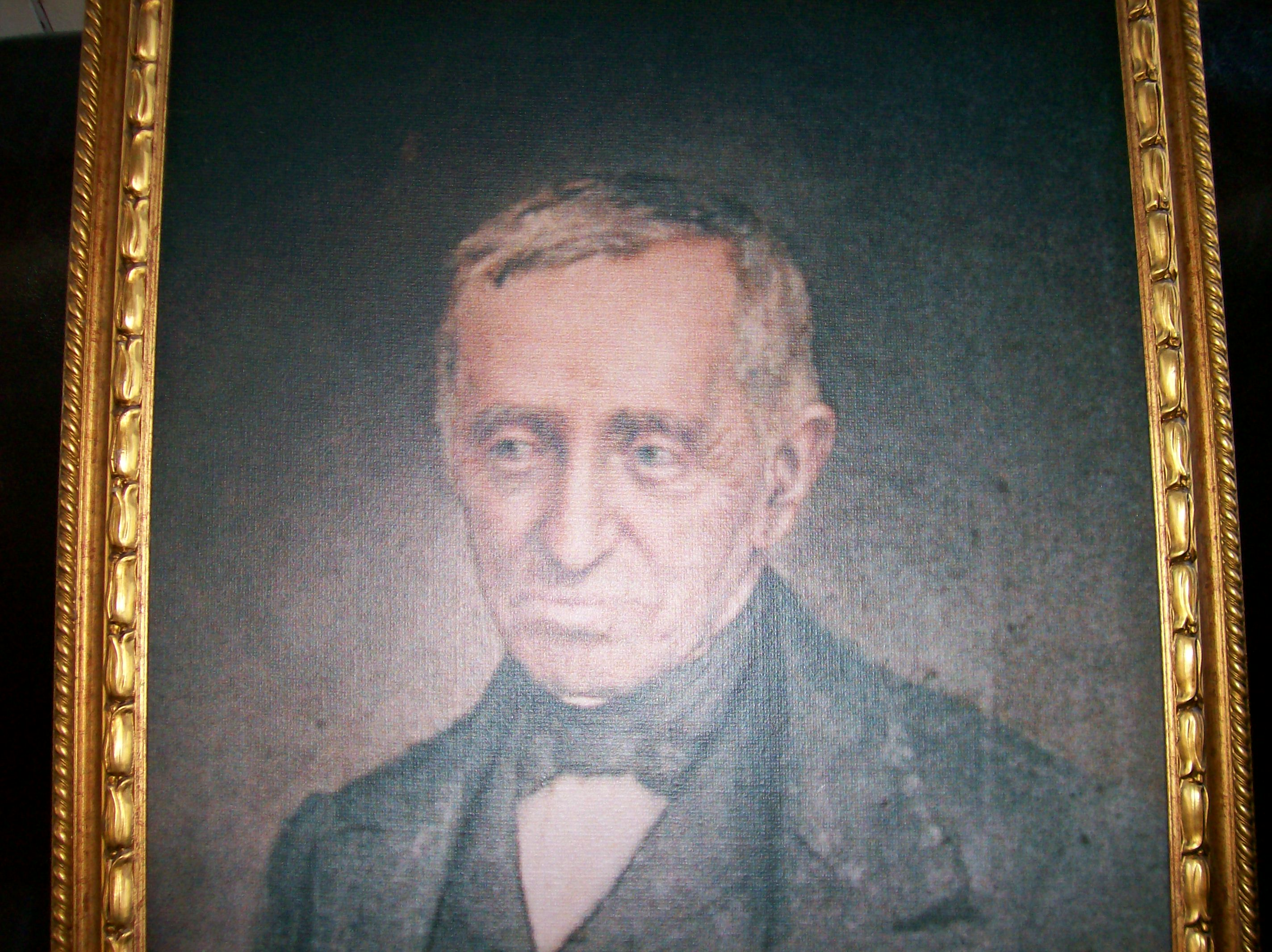
Nicola Longo (1789-1877)

Villa Longo de Bellis è una dimora storica di Palese Macchie, sita sul lungomare Tenente Noviello e con retrostante accesso in via Nazionale.
Fu edificata nel 1870 dal cavaliere Nicola Longo dei marchesi di Vinchiaturo (1789-1877), proprietario anche del seicentesco Palazzo Valerio-Longo di Modugno.

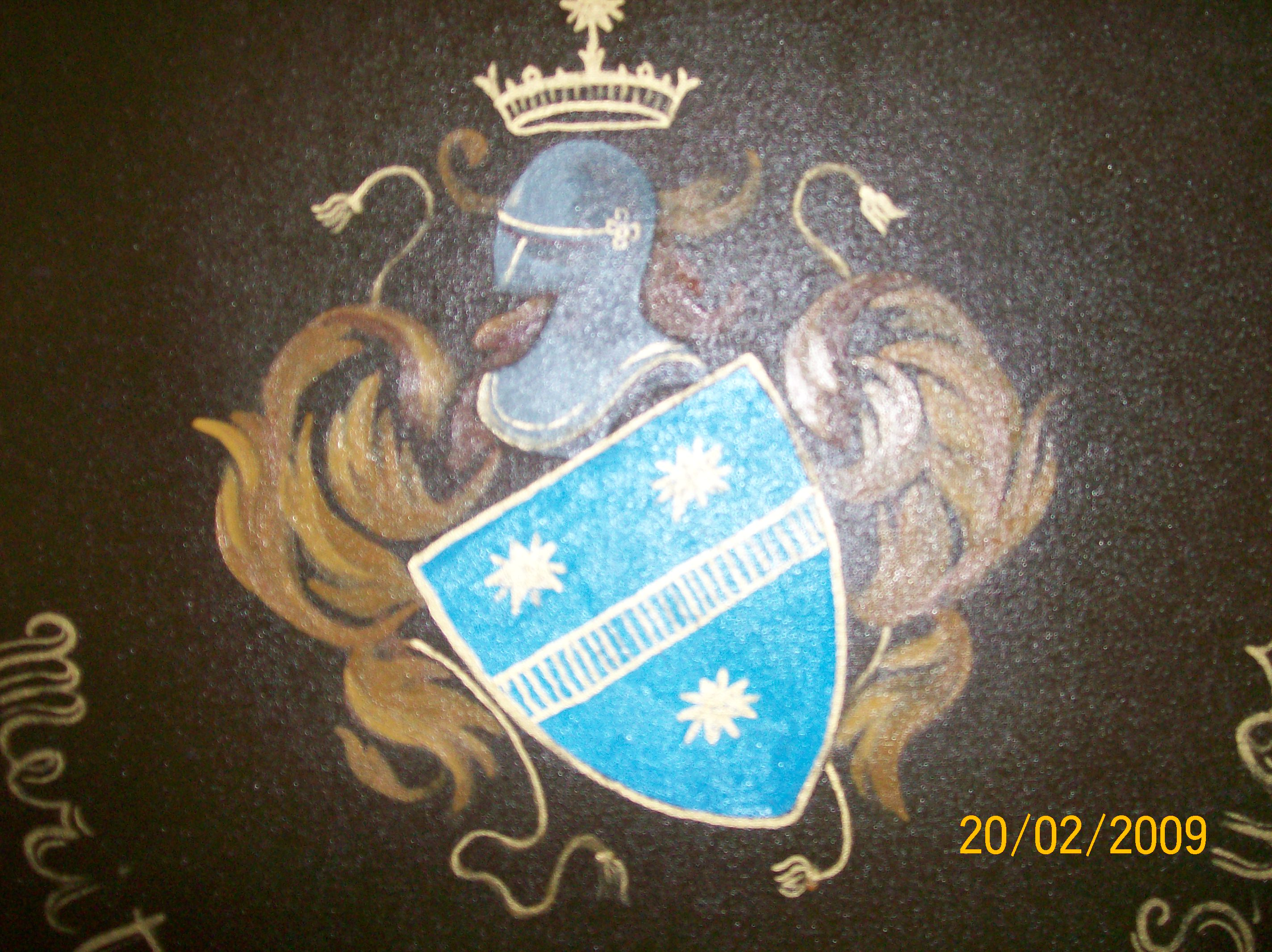
Stemma araldico Longo di Modugno

## Descrizione
È un grande edificio eretto in stile neoclassico nel 1870 come si evince da un'iscrizione in latino posta sul portale d'ingresso a piano terra sotto la loggia: "DOM.US NICOLAUS LONGO ORD.IS COST.NI S.GEORGI ET CORONAE ITALIAE EQUES EREXIT A.D.MDCCCLXX" ("Don Nicola Longo Cavaliere dell'Ordine Costantiniano di San Giorgio e della Corona d'Italia eresse nell'anno 1870"). L'edificio è tripartito da quattro grandi paraste verticali doriche su cui sono presenti crateri in stile pompeiano in terracotta.
Nella parte centrale dell'edificio è presente una loggia centrale in parte coperta da un grande arco con stemma gentilizio della famiglia Longo in chiave di volta. Due scalinate balaustrate laterali conducono alla loggia centrale di affaccio verso il mare ed il giardino. Il grande portale centrale modanato di entrata conduce agli interni del piano nobile della villa. Questa villa fu la prima in assoluto ad essere costruita sul lungomare palesino e fungeva, oltre da dimora estiva della famiglia Longo di Modugno, anche da casina-masseria in quanto intorno vi era un'azienda agricola coltivata ad ortaggi precoci(le cosiddette cocevole). Dalla corrispondenza ritrovata tra il medico Nicola Longo e l'architetto bitontino Luigi Castellucci si evince che sicuramente quest'ultimo ha dato un contributo progettuale alla villa, avendo progettato altre ville neoclassiche simili in questa zona, quali villa Cioffrese, villa Capitaneo, villa Castelluccia.